# Смена (Томская область)
Смена — посёлок в Томском районе Томской области. Входит в состав Межениновского сельского поселения.

## География
Расположен в 4 км от станции Межениновка. Является как местом проживания людей, так и дачным селом.

## История
В соответствии с Законом Томской области от 12 ноября 2004 года № 241-ОЗ посёлок вошёл в состав образованного Межениновского сельского поселения.

## Население
| 2002 | 2008 | 2009 | 2010 | 2011 | 2012 | 2013 | 2014 | 2015 |
| ---- | ---- | ---- | ---- | ---- | ---- | ---- | ---- | ---- |
| 17   | ↘13  | ↗18  | ↗25  | →25  | ↗27  | →27  | ↘26  | ↗29  |
| 2021 |      |      |      |      |      |      |      |      |
| ↗51  |      |      |      |      |      |      |      |      |

## Инфраструктура
туризм
Рыбалка на Сменовском пруду. На двух его берегах пруда находятся места для отдыха и рыбалки.
В посёлке же есть парковка для туристов, места для ночлега (туристский приют турклуба), где можно сходить в баню и получить туристскую информацию по району и копии маршрутов

## Транспорт
Через посёлок Смена проходят два туристских маршрута в Томь-Яйском междуречье: к Сухореченским чашам и к Австрийскому борику (бор, посаженный руками военнопленных австрийцев по окончании Первой мировой войны).